# Johnny Grunge
Michael « Mike » Durham (10 juillet 1966-16 février 2006) était un catcheur américain, plus connu par son nom de ring Johnny Grunge. Il était célèbre pour avoir formé une équipe avec Rocco Rock, The Public Enemy.

## Carrière

### The Public Enemy
Durham adopte le nom Johnny Grunge. En 1993 à Woodbridge dans le New Jersey, il forme une équipe à la UWF avec Rocco Rock connue sous le nom The Public Enemy. The Public Enemy s'affrontent l'un contre l'autre lors du premier RAW du 11 janvier 1993, avec Grunge (utilisant le nom Johnny Rotten) perdant face à Rock (utilisant le nom Cheetah).
En 1994, ils rejoignent la Eastern Championship Wrestling, à Philadelphie dans la fédération qui deviendra ensuite la Extreme Championship Wrestling. Entre le 6 mars 1994 et 28 octobre 1995, The Public Enemy détiennent le ECW Tag Team Championship à quatre occasions. Alors qu'à la ECW, ils étaient impliqués dans deux incidents majeurs - le premier quand le public de la ECW jetaient un tas de chaise sur le ring jusqu'à ce que The Public Enemy émerge, et le second quand le public de la ECW envahissait le ring pour célébrer avec The Public Enemy, le ring s'éboulant sous le poids de la foule[réf. nécessaire]. Ils étaient connus pour leur style de catch hardcore et l'usage de tables, qui sera aussi adopté par les Dudley Boyz.
En 1996, The Public Enemy rejoint la fédération basée à Atlanta, la World Championship Wrestling. Ils débutaient le 15 janvier 1996, battant The American Males (en). Le 23 septembre 1996 à Birmingham, Alabama, The Public Enemy battait Harlem Heat pour remporter le WCW World Tag Team Championship. Harlem Heat récupérait les titres le 1er octobre 1996 à Canton, Ohio.
Ils quittent la WCW en 1999, et luttent brièvement pour la ECW avant de joindre la World Wrestling Federation. Les deux hommes faisaient leurs débuts le 22 février 1999 à Raw is War. Cependant, ils étaient assez mal reçus à la WWF et ce à cause du climat des Monday Night Wars[réf. nécessaire], ce qui provoquait leur départ 2 mois plus tard.
Le 18 juillet, à Bash at the Beach 1999, The Public Enemy retourne à la WCW pour prendre part au Junkyard Invitational. Ils retournent ensuite sur le circuit indépendant, faisant des apparitions à la X Wrestling Federation (en) en tant que The South Philly Posse, où ils étaient managés par Jasmin St. Claire.

### Carrière solo
Après le décès de Rocco Rock en 2002, Grunge fait équipe avec son « frère » Joey Grunge dans la New Public Enemy en août 2003. Il fait aussi des apparitions avec la Pro-Pain Pro Wrestling (en) (3PW), et participe à un segment à la mémoire des catcheurs décédés passés à la ECW lors de Hardcore Homecoming (en) le 10 juin 2005 avec Gary Wolfe (l'ancien partenaire par équipe de Anthony Durante) et Tammy Lynn Sytch (la veuve de Chris Candido).

## Décès
Grunge est décédé le 16 février 2006 dans sa résidence de Peachtree City, Géorgie des résultats de complications d'une apnée du sommeil. Il a laissé sa femme, Penney, et deux enfants.

## Palmarès
- Cauliflower Alley Club (en)
  - Other honorees (1995)

- Extreme Championship Wrestling
  - 4 fois ECW World Tag Team Champions en 1994 et 1995 avec Rocco Rock[5]

- i-Generation Superstars of Wrestling
  - 2 fois i-Generation Tag Team Champions en 2000 avec Rocco Rock[9]

- International World Class Championship Wrestling
  - 2 fois IWCCW Tag Team Champion avec Equalizer Zip en 1991[10]

- Main Event Championship Wrestling
  - 1 fois MECW Tag Team Champions en 2001 avec Rocco Rock[11]

- National Wrestling Alliance
  - 1 fois NWA World Tag Team Champions en 1999 avec Rocco Rock[12]
  - 1 fois NWA United States Tag Team Champions en 2000 avec Rocco Rock[13]

- Pro Wrestling Illustrated
  - Classé 465e au classement des 500 meilleurs catcheurs au PWI Years de 2003

- Turnbuckle Championship Wrestling
  - 1 fois TCW Tag Team Champions en 2001 avec Rocco Rock[14]

- World Championship Wrestling
  - 1 fois WCW World Tag Team Champions en 1996 avec Rocco Rock[6]